# 布雷诺
布雷诺（法語：Brénod，法語發音：[bʁeno] ⓘ）是法国东部安省的一个市镇，属于楠蒂阿区。

## 地理
布雷诺（46°3'39"N, 5°36'22"E）面积23.79 平方千米，位于法国奥弗涅-罗讷-阿尔卑斯大区安省，该省份为法国东部省份，北起汝拉省，西北接索恩-卢瓦尔省，西接罗讷省和里昂大都会，南至伊泽尔省，东与萨瓦省、上萨瓦省和瑞士接壤。
与布雷诺接壤的市镇（或旧市镇、城区）包括：舍维拉尔、莱内罗勒、圣马丹迪弗雷讷、维约迪兹纳沃、尚多尔-科尔塞勒、上瓦尔罗梅。

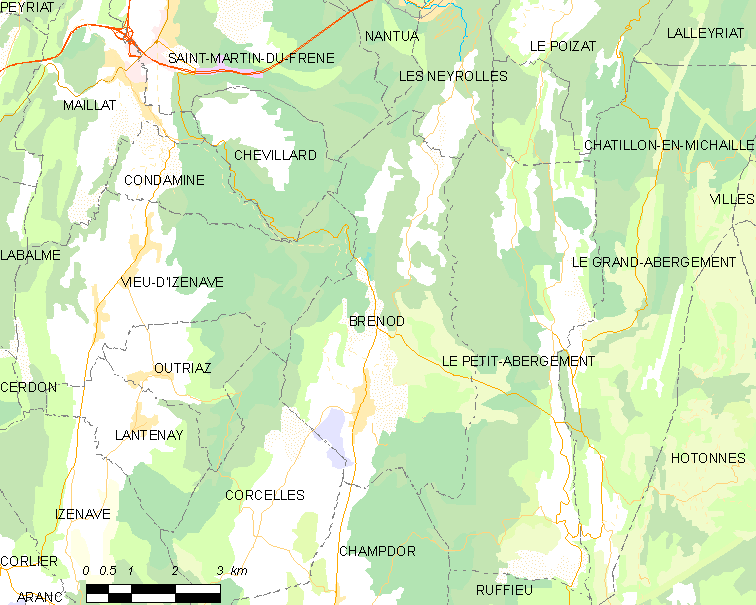
布雷诺的OSM定位图

布雷诺的时区为UTC+01:00、UTC+02:00（夏令时）。

## 行政
布雷诺的邮政编码为01110，INSEE市镇编码为01060。

## 政治
布雷诺所属的省级选区为普拉托多特维尔县。

## 人口

1962-2008年间布雷诺人口变化图示

布雷诺于2022年1月1日时的人口数量为547人。